# پایچی (آنتابامبا)
پایچی (به اسپانیایی: Paychi) یک کوه در پرو است که در Peru, Apurímac Region واقع شده‌است. پایچی ۵٬۰۰۰ متر بالاتر از سطح دریا واقع شده‌است.